# Goljak-hegység
A Goljak-hegység (szerbül Гољак / Goljak, albánul Gollak) egy hegyvidékes terület Koszovó keleti részén, illetve Szerbia déli részén, melyet nyugatról a Lab régió határol. A hegység Koszovó területén Pristina, Gnjilane városok és a Szerbia területén található Sijarinska Banja város közt fekszik. Legmagasabb csúcsa a Velja glava, amely 1181 méterrel magasodik a tengerszint fölé.

## Fordítás
Ez a szócikk részben vagy egészben  a   Goljak című angol Wikipédia-szócikk ezen változatának fordításán alapul.  Az eredeti cikk szerkesztőit annak laptörténete sorolja fel. Ez a jelzés csupán a megfogalmazás eredetét és a szerzői jogokat jelzi, nem szolgál a cikkben szereplő információk forrásmegjelöléseként.